# Karakalpak Autonóm Szovjet Szocialista Köztársaság
A Karakalpak Autonóm Szovjet Szocialista Köztársaság (1936-ig Autonóm Kara-kalpak Szocialista Szovjetköztársaság, ezután 1964-ig Kara-kalpak Autonóm Szovjet Szocialista Köztársaság) az Oroszországi Szovjet Szövetségi Szocialista Köztársaság, majd 1936-tól az Üzbég Szovjet Szocialista Köztársaság autonóm köztársasága volt a Szovjetunión belül, Közép-Ázsiában. Fővárosa először Turkul volt, majd 1933-tól Nukusz.

## Története
Az autonóm köztársaság 1932. március 20-án jött létre a Kara-kalpak autonóm terület átszervezésével, amely az Oroszországi SZSZSZK autonómiája volt 1925 óta. 1936. december 5-én, az új („sztálini”) szovjet alkotmány elfogadásával az Üzbég SZSZK-hoz csatolták, hivatalos elnevezésében pedig (a szovjet köztársaságok nevének egységesítéséhez kapcsolódóan) módosult a jelzők sorrendje: Kara-kalpak Autonóm Szovjet Szocialista Köztársasággá nevezték át. 1964-ben ismét módosult az elnevezés, mivel a népnévből elhagyták a kötőjelet, karakalpakra változtatva azt. 1991. nyarán az Üzbég SZSZK is bejelentette kiválását a Szovjetunió tagköztársaságai közül. A Karakalpak SZSZK ezzel decemberig várt, de öt nappal a Szovjetunió megszűnése előtt ők is nevet változtattak. 1992-ben Karakalpaksztán hivatalosan is az Üzbég Köztársaság autonóm köztársasága lett.

## Demográfiai adatok
Karakalpaksztán népessége nemzetiségek szerint 1926-tól 1989-ig.
| Etnikai csoport | 1926                 | 1939                 | 1959                 | 1970                 | 1979                 | 1989                   |
| --------------- | -------------------- | -------------------- | -------------------- | -------------------- | -------------------- | ---------------------- |
| Üzbégek         | 84 099 fő (27,62%)   | 116 054 fő (24,71%)  | 146 783 fő (28,78%)  | 212 597 fő (30,27%)  | 285 400 fő (31,52%)  | 397 826 fő (32,82%)    |
| Karakalpakok    | 116 125 fő (38,13%)  | 158 615 fő (33,77%)  | 155 999 fő (30,58%)  | 217 505 fő (30,97%)  | 281 809 fő (31,12%)  | 389 146 fő (32,10%)    |
| Kazahok         | 85 782 fő (28,17%)   | 129 677 fő (27,61%)  | 133 844 fő (26,24%)  | 186 038 fő (26,49%)  | 243 926 fő (26,94%)  | 318 739 fő (26,29%)    |
| Oroszok         | 4924 fő (1,62%)      | 24 969 fő (5,32%)    | 22 966 fő (4,50%)    | 25 165 fő (3,58%)    | 21 287 fő (2,35%)    | 19 846 fő (1,64%)      |
| Koreaiak        | -                    | 7347 fő (1,56%)      | 9956 fő (1,95%)      | 8958 fő (1,28%)      | 8081 fő (1,28%)      | 9174 fő (0,76%)        |
| Tatárok         | 884 fő (0,29%)       | 4162 fő (0,89%)      | 6177 fő (1,21%)      | 7619 fő (1,08%)      | 7617 fő (0,84%)      | 7767 fő (0,64%)        |
| Ukránok         | 621 fő (0,20%)       | 3130 fő (0,67%)      | 2201 fő (0,43%)      | 2316 fő (0,33%)      | 2005 fő (0,22%)      | 2271 fő (0,19%)        |
| Baskírok        | 29 fő (0,01%)        | 381 fő (0,08%)       | 571 fő (0,11%)       | 854 fő (0,12%)       | 920 fő (0,10%)       | 1090 fő (0,09%)        |
| Kirgizek        | 1800 fő              | -                    | -                    | 2900 fő              | 9300 fő              | 19 100 fő              |
| Moldávok        | 10 fő (<0,01%)       | 16 fő (<0,01%)       | -                    | 57 fő (0,01%)        | 343 fő (0,04%)       | 632 fő (0,05%)         |
| Fehéroroszok    | 30 fő (0,01%)        | 214 fő (0,05)        | 328 fő (0,06%)       | 517 fő (0,07%)       | 852 fő (0,09%)       | 567 fő (0,05%)         |
| Egyéb           | 2072 fő (0,68%)      | 1697 fő (0,36%)      | 1874 fő (0,37%)      | 2691 fő (0,38%)      | 2650 fő (0,29%)      | 4038 fő (0,33%)        |
| Összes          | 304 539 fő (100,00%) | 469 702 fő (100,00%) | 510 101 fő (100,00%) | 702 264 fő (100,00%) | 905 500 fő (100,00%) | 1 212 207 fő (100,00%) |